# Panzerschlacht bei Dubno-Luzk-Riwne
1941: Białystok-Minsk – Dubno-Luzk-Riwne – Smolensk – Uman – Kiew – Odessa – Leningrader Blockade – Wjasma-Brjansk – Charkow – Rostow – Moskau – Tula

1942: Rschew – Charkow – Ljuban/Wolchow – Kertsch/Sewastopol – Fall Blau – Kaukasus – Stalingrad – Operation Mars

1943: Woronesch-Charkow – Operation Iskra – Nordkaukasus – Charkow – Kursk – Orjol – Donez-Mius – Donbass – Belgorod-Charkow – Smolensk – Dnepr – Kiew

1944: Dnepr-Karpaten – Leningrad-Nowgorod – Krim – Wyborg–Petrosawodsk – Operation Bagration – Lwiw-Sandomierz – Jassy–Kischinew – Belgrad – Petsamo-Kirkenes – Baltikum – Karpaten – Ungarn

1945: Kurland  – Weichsel-Oder – Ostpreußen – Westkarpaten – Niederschlesien – Ostpommern – Plattensee – Oberschlesien – Wien – Oder – Berlin – Prag
Die Panzerschlacht bei Dubno-Luzk-Brody (russisch Танковое сражение под Дубно, Луцком, Броды; auch Schlacht bei Dubno-Luzk-Riwne) war eine Schlacht im Zweiten Weltkrieg während des Deutsch-Sowjetischen Krieges. Sie fand vom 23. bis zum 29. Juni 1941 statt, nachdem am 22. Juni der deutsche Überfall auf die Sowjetunion begonnen hatte.
Die Panzergruppe 1 der Heeresgruppe Süd unter Generalfeldmarschall Gerd von Rundstedt griff starke Panzerkräfte der Südwestfront der Sowjetunion unter Generaloberst Michail Kirponos an.
2803 sowjetische Panzer (sechs mechanisierte Korps) kämpften gegen 728 deutsche (fünf Panzer-Divisionen).
Die Panzerschlacht bei Dubno-Luzk-Riwne ist nach der Panzerschlacht bei Kursk im Juli 1943 die zweitgrößte Panzerschlacht des Zweiten Weltkriegs. Die Verbände der Roten Armee wurden ausmanövriert und verloren sehr viele Panzer. Die schlechte sowjetische Logistik, die deutsche Luftüberlegenheit und der totale Zusammenbruch der Führung der Roten Armee sicherten der Wehrmacht trotz der hohen zahlenmäßigen Überlegenheit der Roten Armee den Sieg.

## Ausgangslage
Am Morgen des 22. Juni 1941 wurde das Unternehmen Barbarossa von der deutschen 6. Armee mit dem Angriff der zugeteilten Panzergruppe 1 von Ewald von Kleist über den Bug eingeleitet. Die Gegenwehr der sowjetischen 5. Armee unter General Potapow erwies sich am ersten Tag schwächer als erwartet. Den Flussübergang im Raum Sokal hatte bereits das LV. Armeekorps mit der 57. Infanterie-Division erkämpft. Das XXXXVIII. Armeekorps (mot.) des Generals Werner Kempf mit der 11. Panzer-Division, der 16. Infanterie-Division (mot.) und der später nachfolgenden 16. Panzer-Division bildeten die Spitze des deutschen Angriffes. Nördlich davon stießen die Truppen des III. Armeekorps (mot.) unter Eberhard von Mackensen und des XXIX. Armeekorps des Generals der Infanterie Hans von Obstfelder in Richtung auf Luzk vor. Das XIV. Armeekorps (mot.) verblieb als Armeereserve noch im Hinterland.
Der überlegene deutsche Panzervorstoß erfolgte zwischen Sokal und Wladimir-Wolynsk und drang zwischen dem sowjetischen 15. (General I. Fedjuninski) und 27. Schützenkorps (Generalmajor P. D. Artemenko) rasch nach Wolhynien ein, dahinter folgte zügig die Infanterie der 6. Armee nach. Am Abend des ersten Tages rückten deutsche Truppen zwischen 15 und 25 Kilometer tief in das sowjetische Territorium vor.
Rechts von der 6. Armee rückte gleichzeitig die Masse der deutschen 17. Armee (XXXXIX. Gebirgskorps und IV. Armee-Korps) gegenüber der sowjetischen 6. Armee (Generalleutnant Musytschenko) zwischen dem San-Abschnitt und Rawa-Ruska auf die Hauptstadt Galiziens, Lemberg, vor.

## Beteiligte Verbände beider Seiten
| Südwestfront (Generaloberst Michail P. Kirponos) |                                                 | |                                                                 |
|                                                  | 5. Armee (Generalleutnant Michail I. Potapow)   | |                                                                 |
|                                                  |                                                 | 15. Schützenkorps – Generalmajor Iwan I. Fedjuninski                                                                 |                                                                 |
|                                                  |                                                 | | 45. Schützendivision – Generalmajor G. I. Scherstjuk            |
|                                                  |                                                 | | 62. Schützendivision – Oberst M. P. Timoschenko                 |
|                                                  |                                                 | 27. Schützenkorps – Generalmajor Pawel D. Artemenko                                                                  |                                                                 |
|                                                  |                                                 | | 87. Schützendivision – Generalmajor F. F. Aljabuschew           |
|                                                  |                                                 | | 124. Schützendivision – Generalmajor F. G. Suschij              |
|                                                  |                                                 | | 135. Schützendivision – Generalmajor F. N. Smechotworow         |
|                                                  |                                                 | 22. Mechanisiertes Korps – Generalmajor S. M. Kondrussew, ab 24. Juni Generalmajor Wladimir Stepanowitsch Tamrutschi |                                                                 |
|                                                  |                                                 | | 19. Panzerdivision – Generalmajor K. A. Sementschenko           |
|                                                  |                                                 | | 41. Panzerdivision – Oberst Pjotr Petrowitsch Pawlow            |
|                                                  |                                                 | | 215. Motorisierte Schützendivision – Oberst P. A. Barabanow     |
|                                                  |                                                 | 9. Mechanisiertes Korps – Generalmajor Konstantin K. Rokossowski                                                     |                                                                 |
|                                                  |                                                 | | 20. Panzerdivision – Oberst M. J. Katukow                       |
|                                                  |                                                 | | 35. Panzerdivision – Generalmajor. N. A. Nowikow                |
|                                                  |                                                 | | 131. Motorisierte Schützendivision – Oberst N. W. Kalinin       |
|                                                  | Fronttruppen (ab 25. Juni zur 5. Armee)         | |                                                                 |
|                                                  |                                                 | 31. Schützenkorps – Generalmajor Anton I. Lopatin                                                                    |                                                                 |
|                                                  |                                                 | | 193. Schützendivision – Oberst A. K. Berestow                   |
|                                                  |                                                 | | 195. Schützendivision – Generalmajor W. N. Nesmelow             |
|                                                  |                                                 | | 200. Schützendivision – Oberst Iwan I. Ljudnikow                |
|                                                  |                                                 | 19. Mechanisiertes Korps – Generalmajor Nikolai W. Feklenko                                                          |                                                                 |
|                                                  |                                                 | | 43. Panzerdivision – Oberst I. G. Tschibin                      |
|                                                  |                                                 | | 40. Panzerdivision – Oberst M. W. Schirobokow                   |
|                                                  |                                                 | | 213. Motorisierte Schützendivision – Oberst W. M. Osminskij     |
|                                                  |                                                 | 36. Schützenkorps – Generalmajor P. W. Sysojew                                                                       |                                                                 |
|                                                  |                                                 | | 140. Schützendivision – Oberst L. G. Basanez                    |
|                                                  |                                                 | | 146. Schützendivision – Generalmajor I. M. Gerasimow            |
|                                                  |                                                 | | 228. Schützendivision – Oberst A. M. Iljin                      |
|                                                  |                                                 | 49. Schützenkorps – Generalmajor Iwan A. Kornilow                                                                    |                                                                 |
|                                                  |                                                 | | 199. Schützendivision – Oberst A. N. Alexsejew                  |
|                                                  |                                                 | | 190. Schützendivision – Oberst G. A. Zwerew                     |
|                                                  |                                                 | | 197. Schützendivision – Oberst S. D. Gubin                      |
|                                                  | 6. Armee (Generalleutnant Iwan N. Musytschenko) | |                                                                 |
|                                                  |                                                 | 37. Schützenkorps – Generalmajor S. P. Sybin                                                                         |                                                                 |
|                                                  |                                                 | | 80. Schützendivision – Generalmajor W. I. Prochorow             |
|                                                  |                                                 | | 139. Schützendivision – Oberst N. L. Loginow                    |
|                                                  |                                                 | | 141. Schützendivision – Generalmajor Ja. I. Tonkonogow          |
|                                                  |                                                 | 4. Mechanisiertes Korps – Generalmajor Andrei A. Wlassow                                                             |                                                                 |
|                                                  |                                                 | | 8. Panzerdivision – Oberst P. S. Fotschenkow                    |
|                                                  |                                                 | | 32. Panzerdivision – Oberst J. G. Puschkin                      |
|                                                  |                                                 | | 81. Motorisierte Schützendivision – Oberst P. M. Waripajew      |
|                                                  |                                                 | 15. Mechanisiertes Korps – Generalmajor Ignati Iwanowitsch Karpeso                                                   |                                                                 |
|                                                  |                                                 | | 10. Panzerdivision – Generalmajor S. Ja. Ogurtsow               |
|                                                  |                                                 | | 37. Panzerdivision – Oberst F. G. Anikuschkin                   |
|                                                  |                                                 | | 212. Motorisierte Schützendivision – Generalmajor S. W. Baranow |
|                                                  |                                                 | 8. Mechanisiertes Korps – Generalleutnant Dmitri I. Rjabyschew                                                       |                                                                 |
|                                                  |                                                 | | 12. Panzerdivision – Generalmajor Timofaj A. Mischanin          |
|                                                  |                                                 | | 34. Panzerdivision – Oberst I. W. Wasiljew                      |
|                                                  |                                                 | | 7. Motorisierte Schützendivision – Oberst A. G. Gerasimow       |
|                                                  |                                                 | 6. Schützenkorps – Generalmajor I. I. Alexejew                                                                       |                                                                 |
|                                                  |                                                 | | 41. Schützendivision – Generalmajor G. N. Mikuschew             |
|                                                  |                                                 | | 97. Schützendivision – Oberst N. M. Sacharow                    |
|                                                  |                                                 | | 159. Schützendivision – Oberst I. A. Maschtschenko              |
|                                                  |                                                 | 5. Kavalleriekorps – Generalmajor F. W. Kamkow                                                                       |                                                                 |
|                                                  |                                                 | | 3. Kavalleriedivision – Generalmajor M. F. Malejew              |
|                                                  |                                                 | | 14. Kavalleriedivision – Generalmajor Wassili D. Krjutschenkin  |

| Heeresgruppe Süd (Generalfeldmarschall Gerd von Rundstedt) |                                                        |                                                                                |                                                                                   |
|                                                            | 6. Armee (Generalfeldmarschall Walter von Reichenau)   |                                                                                |                                                                                   |
|                                                            |                                                        | XVII. Armeekorps (General der Infanterie Werner Kienitz)                       |                                                                                   |
|                                                            |                                                        |                                                                                | 213. Sicherungs-Division (Generalleutnant Rene de L’Homme de Courbiere)           |
|                                                            |                                                        |                                                                                | 56. Infanterie-Division (Generalleutnant Karl von Oven)                           |
|                                                            |                                                        |                                                                                | 62. Infanterie-Division (Generalleutnant Walter Keiner)                           |
|                                                            |                                                        |                                                                                | 298. Infanterie-Division (Generalleutnant Walther Graeßner)                       |
|                                                            |                                                        | XXIX. Armeekorps (General der Infanterie Hans von Obstfelder)                  |                                                                                   |
|                                                            |                                                        |                                                                                | 44. Infanterie-Division (Generalleutnant Friedrich Siebert)                       |
|                                                            |                                                        |                                                                                | 99. leichte Infanterie-Division (Generalleutnant Kurt von der Chevallerie)        |
|                                                            |                                                        |                                                                                | 299. Infanterie-Division (Generalleutnant Willi Moser)                            |
|                                                            |                                                        |                                                                                | 111. Infanterie-Division (Generalleutnant Otto Stapf)                             |
|                                                            |                                                        | LV. Armeekorps (General der Infanterie Erwin Vierow)                           |                                                                                   |
|                                                            |                                                        |                                                                                | 168. Infanterie-Division (Generalleutnant Hans Mundt)                             |
|                                                            |                                                        |                                                                                | 57. Infanterie-Division (Generalleutnant Oskar Blümm)                             |
|                                                            |                                                        |                                                                                | 75. Infanterie-Division (Generalleutnant Ernst Hammer)                            |
|                                                            |                                                        | XXXXIV. Armeekorps (General der Infanterie Friedrich Koch)                     |                                                                                   |
|                                                            |                                                        |                                                                                | 297. Infanterie-Division (Generalleutnant Max Pfeffer)                            |
|                                                            |                                                        |                                                                                | 9. Infanterie-Division (Generalleutnant Siegmund Freiherr von Schleinitz)         |
|                                                            |                                                        |                                                                                | 262. Infanterie-Division (Generalleutnant Edgar Theisen)                          |
|                                                            |                                                        | Armeereserve                                                                   |                                                                                   |
|                                                            |                                                        | LI. Armeekorps (General der Infanterie Hans Wolfgang Reinhard)                 |                                                                                   |
|                                                            |                                                        |                                                                                | 113. Infanterie-Division (Generalleutnant Friedrich Zickwolff)                    |
|                                                            |                                                        |                                                                                | 95. Infanterie-Division (Generalleutnant Hans-Heinrich Sixt von Arnim)            |
|                                                            |                                                        |                                                                                | 79. Infanterie-Division (General der Infanterie Karl Strecker)                    |
|                                                            | Panzergruppe 1 (Generalfeldmarschall Ewald von Kleist) |                                                                                |                                                                                   |
|                                                            |                                                        | III. Armeekorps (mot.) (General der Panzertruppe Eberhard von Mackensen)       |                                                                                   |
|                                                            |                                                        |                                                                                | 13. Panzer-Division (Generalleutnant Friedrich-Wilhelm von Rothkirch und Panthen) |
|                                                            |                                                        |                                                                                | 14. Panzer-Division (Generalleutnant Friedrich Kühn)                              |
|                                                            |                                                        |                                                                                | 25. motorisierte Infanterie-Division (Generalleutnant Erich-Heinrich Clößner)     |
|                                                            |                                                        | XXXXVIII. Armeekorps (mot.) (General der Panzertruppe Werner Kempf)            |                                                                                   |
|                                                            |                                                        |                                                                                | 11. Panzer-Division (Generalleutnant Ludwig Crüwell)                              |
|                                                            |                                                        |                                                                                | 16. Panzer-Division (Generalleutnant Hans Valentin Hube)                          |
|                                                            |                                                        |                                                                                | 16. motorisierte Infanterie-Division (Generalleutnant Sigfrid Henrici)            |
|                                                            |                                                        | Armeereserve                                                                   |                                                                                   |
|                                                            |                                                        | XIV. Armeekorps (mot.) (General der Panzertruppe Gustav Anton von Wietersheim) |                                                                                   |
|                                                            |                                                        |                                                                                | 9. Panzer-Division (Generalleutnant Alfred Ritter von Hubicki)                    |
|                                                            |                                                        |                                                                                | SS-Division Wiking (SS-Brigadeführer Felix Steiner)                               |
|                                                            |                                                        |                                                                                | SS-Division Leibstandarte (SS-Brigadeführer SS-Obergruppenführer Sepp Dietrich)   |

|  | Luftflotte 4 (Generaloberst Alexander Löhr) |                                                          | |
|  |                                             | V. Fliegerkorps (Generalmajor Robert von Greim)          | |
|  |                                             |                                                          | Stab I., II. und III./Kampfgeschwader 55 |
|  |                                             |                                                          | Stab, I. und II./Kampfgeschwader 54 |
|  |                                             |                                                          | Stab I., II. und III. Kampfgeschwader 51 |
|  |                                             |                                                          | I., II. und III./Jagdgeschwader 3 |
|  |                                             |                                                          | 4./Fernaufklärungsgruppe 121 |
|  |                                             | II. Flak-Korps (General der Flakartillerie Otto Deßloch) | |
|  |                                             |                                                          | Stab/Flakregiment 6 mit leichte Flakabteilung 93, I./Flakabteilung 7, I./Flakabteilung 24 und II./Flakabteilung 26                               |
|  |                                             |                                                          | Stab/Regiment General Göring mit I. und IV./Regiment General Göring, leichte Flakabteilung 74, leichte Flakabteilung 83 und II./Flakabteilung 43 |

## Verlauf

### 23. Juni

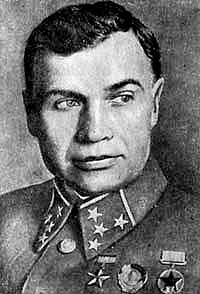
Generaloberst Michail Petrowitsch Kirponos

Skizze zur Schlacht, Lage 23. Juni

An der Grenze westlich Wladimir-Wolynsk stand gegenüber der deutschen 13. und 14. Panzerdivision des III. Armeekorps (mot.) zunächst nur die sowjetische 87. und 135. Schützendivision sowie die 41. Panzerdivision. Die Masse des 22. Mechanisierten Korps (Generalmajor Kondrussew) stand mit der 19. Panzer- und 215. motorisierten Division noch im Raum Rowno, 140 km von der Grenze entfernt. An der Spitze des XXXXVIII. Armeekorps (mot.) geriet die 11. Panzerdivision (Generalmajor Crüwell) bei Radechiw am 23. Juni in ein erstes Panzergefecht. Teile von Generalmajor Ogurzows 10. Panzerdivision wurden bei Radechiw überrascht, 20 BT-7- und 6 T-34-Panzer wurden zurückgeworfen. Weiter über Stojanow nach Osten auf Berestetschko vorgehend, wurde ein erster Styr-Übergang bei Szczurowje gebildet. Die deutschen Panzer standen am Abend dieses Tages bereits 20 Kilometer tief auf sowjetischem Gebiet. Dadurch war zwischen der sowjetischen 6. Armee und 5. Armee eine 50 km breite Frontlücke entstanden, in der die Panzergruppe 1 zügig vorrückte. Die vier an der Spitze stehenden deutschen Panzerdivisionen (11., 13., 14. und 16.) verfügten über 80 Panzer vom Typ Panzer IV, 195 Panzer III (5-cm-Kanone), 89 Panzer III (3,7-cm-Kanone), 179 Panzer II und 42 Befehlspanzer. Erst am 28. Juni wurde auch die 9. Panzerdivision mit 20 Panzer IV, 60 Panzer III (5-cm-Kanone), 11 Panzer III (3,7-cm-Kanone), 32 Panzer II, 8 Panzer I und 12 Befehlspanzern in die Schlacht eingeführt.
Das Kommando der sowjetischen Südwestfront unter Generaloberst Michail Kirponos hatte sein Hauptquartier von Kiew nach Tarnopol verlegt und organisierte auf Befehl von Georgi Schukow umgehend einen Gegenschlag starker Panzerkräfte gegen den deutschen Einbruchskeil. General Purkajew, der Generalstabschef der Südwestfront, warnte davor, dass die volle Konzentration der mechanisierten Korps mindestens drei bis vier Tage dauern würde. Trotzdem beschloss Kirponos, den Gegenangriff zu führen; zwei Stoßgruppen sollten gleichzeitig gegen die Flanken der Panzergruppe 1 angreifen. Die nördliche Angriffsgruppe sollte das 22., 9. und 19. mechanische Korps umfassen, die südliche Gruppe sollte durch das 4., 8. und 15. mechanische Korps sowie das 37. Schützenkorps gebildet werden. Diese Korps wurden auch aus den benachbarten Abschnitten der 26. und 6. Armee herangezogen und konnten erst nach einem bis zu 200 Kilometer langen Anmarsch immer nur teilweise in die Kämpfe eingeführt werden.
Laut einer späteren Zusammenstellung standen beim 8., 9., 15. und 19. mechanisierten Korps der Roten Armee 33 Panzer vom Typ KW-2, 136 KW-1, 48 T-35 und 2415 Panzer der veralteten Typen T-26, T-27, T-37, T-38, und BT-7 im Einsatz. Westlich von Brody wurde die linke Flanke dieser Gruppierungen durch das besonders kampfstarke 4. mechanisierte Korps mit 892 Panzern (davon 89 KW-1 und 327 T-34) gesichert.

### 24. Juni
Am Morgen des 24. Juni griff die deutsche 14. Panzer-Division gegen Luzk an, als der Gegenangriff des sowjetischen 15. mechanisierten Korps (Generalmajor Karpeso) aus dem Raum Brody nach Norden begann. Zum Schutz von Luzk hatte die sowjetische 1. Panzerabwehrbrigade unter General Moskalenko westlich der Stadt eine starke Abwehrstellung mit 48 Pak 76,2 mm F-22 und 72 Flak 85 mm M 1939 errichtet, die den deutschen Panzern schwere Verluste beibrachte. Die 124. Schützendivision wurde bei Miljatin von der deutschen 75. und 111. Infanterie-Division eingekesselt und bereitete den Ausbruch nach Osten vor. Der Angriff des 15. mechanische Korps verpasste die bereits weiter östlich stehende 11. Panzer-Division und traf stattdessen die nachgefolgte 57. Infanterie-Division des Generals Oskar Blümm in der rechten Flanke. Die sowjetischen Truppen trieben den Gegner etwa fünf Kilometer auf die Linie Gorochow–Radechow zurück, gerieten dann aber durch die zur Hilfe eilende 16. Panzer-Division selbst in die Defensive. Im Norden scheiterte der gleichzeitige Angriff des sowjetischen 22. Mechanisierten Korps (jetzt unter der Führung von Generalmajor W. S. Tamruch). Die Überreste der sowjetischen 19. und 41. Panzerdivision wurden zusammen mit Moskalenkos Panzerabwehrbrigade von der deutschen 13. Panzerdivision in den Raum nördlich von Luzk abgedrängt. Im Norden zwischen Ljuboml und den Pripjater Sümpfen verteidigte sich währenddessen das 15. Schützenkorps (General Fedjuninski) noch erfolgreich gegen das auf Kowel vorgedrungene deutsche XVII. Armeekorps.

### 25. Juni

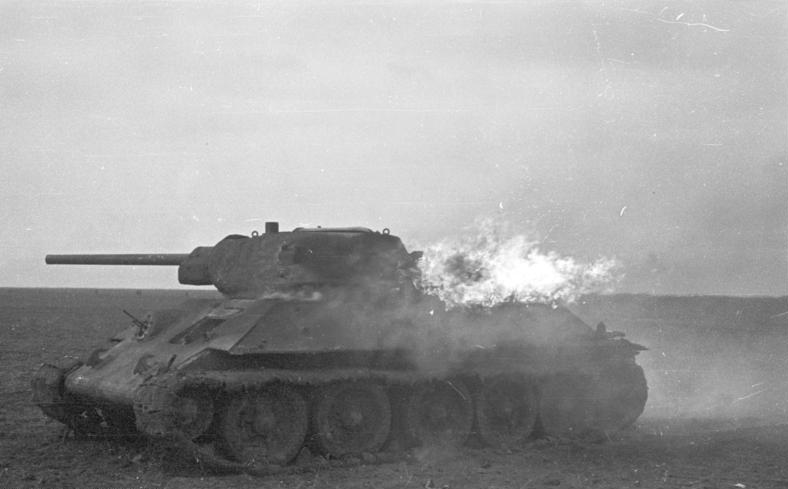
Brennender T-34

Am 25. Juni 1941 konnte das XXXXVIII. Armeekorps mit der 11. Panzer-Division die Stadt Dubno besetzen. Neue starke sowjetische Gegenangriffe wurden aus der Linie Busk und Brody durch die 8. Panzerdivision mit dem 4. Mechanisierten Korps (General Wlassow) und dem 15. Mechanisierten Korps (General Karpeso) vom Süden her gegen die linke Flanke der 6. Armee (XXXXIV. Armeekorps) vorgetragen. Der von Norden her aus dem Raum Rowno gleichzeitig nach Süden angesetzte Gegenangriff des sowjetischen 9. mechanisierten Korps (General Rokossowski) konnte den Durchbruch der 11. Panzer-Division ebenfalls nicht mehr verhindern, traf aber auf die nördlicher durchgebrochene 13. Panzer-Division und die hier aufschließende motorisierte 25. Inf.-Division. Das deutsche III. Armeekorps stand mit der 13. Panzerdivision vor Murawiza und mit der 14. Panzerdivision vor Teremno, als es bei Tortschyn durch die 24. mechanisierte Brigade der 20. Panzerdivision (Oberst Katukow) in der Flanke angegriffen wurde. Um Schukows Befehl zu erfüllen, hatte Rokossowski energisch angegriffen, wechselte aber schnell in die Verteidigung, als zu hohe Verluste eintraten. Generalmajor Feklenko ließ das 19. mechanisiertes Korps östlich von Dubno gleichzeitig gegen die 11. Panzer-Division angreifen. Feklenkos Korps verfügte über 200 Panzer, darunter aber lediglich zwei KW-1 und zwei T-34; die übrigen waren nur leichtere T-26 oder T-37.

### 26. und 27. Juni
Die deutsche 6. Armee stand mit beiden Flügeln in schweren Abwehrkämpfen, der Gegner wirkte gleichzeitig gegen die Flanke und im Rücken. Die deutsche Luftflotte 4 unter General Alexander Löhr, mit dem V. Fliegerkorps in diesem Bereich, hatte aber die völlige Luftherrschaft erreicht und konnte den zeitweise abgeschnittenen Verbänden wirksam zur Hilfe kommen. Am 26. Juni früh entschied sich General Ignati Iwanowitsch Karpeso, in der Defensive zu bleiben; man genehmigte aber dem neu herangekommenen 8. mechanisierten Korps (General Rjabyschew), gegen die rechte Flanke des deutschen XXXXVIII. Armeekorps (mot.) zwischen Leschnew und Kosyn anzugreifen. Rjabyschew begann mit der 12. Panzer-Division (General T. A. Mischanin) und der 34. Panzer-Division (Oberst I. W. Wasilijew) den Angriff. Die sich in Dubno haltende 11. Panzerdivision musste in die Rundum-Verteidigung übergehen. General Rjabyschew war zuversichtlich, weil seine Vorhut über eine Kompanie schwerer KW-1 und ein Bataillon T-34-Panzer verfügte. Er warf die Masse seines Korps zum Durchbruch nach Westen, während sein Stellvertreter und Mitglied des Kriegsrats, Brigadegeneral N.K. Popel mit der anderen Gruppe gegen den Rücken der 11. Panzerdivision auf Dubno vorstieß. Die 16. Panzerdivision wurde im Vorgehen auf Kremenez durch die Wucht des 8. mechanisierten Korps getroffen und zurückgeworfen, gleichzeitig stand die 11. Panzerdivision bei Wielza-Moszczanica in heftigen Panzerkämpfen. Die sowjetischen Panzer stießen bis zu 35 km tief auf Berestetschko vor, operierten dann im Hinterland zersplittert und wurden selbst von nachrückenden deutschen Truppen abgeschnitten. Sie blieben ohne ausreichende Luftunterstützung und Versorgung und wurden bei den folgenden Ausbruchskämpfen stark dezimiert. Rjabyschews Korps hatte nach eintägigem Kampf fast die Hälfte seiner Panzer verloren, darunter 44 von 48 seiner T-35-Panzer.
Derweil waren vom Osten her die sowjetische Frontreserve zur Verstärkung eingetroffen: Das 31. Schützenkorps (General A. I. Lopatin) verstärkte das geschwächte 27. Schützenkorps gegen die deutsche 299. und 298. Infanterie-Division am Styr-Bogen bei Roschyschtsche. Zur Verstärkung des schwer bedrängten Ikwa-Abschnitts wurde im Raum Werba das 36. Schützenkorps (Generalmajor P. W. Sysojew) und südlich davon zwischen Solotschew und Podkamień das 37. Schützenkorps (Generalmajor S. P. Sibin) in die Abwehrkämpfe eingeführt. Die Infanteriekorps sollten zeitweilig die Flusslinie Stochod und Styr und die Linie Kremenez–Solotschiw halten und den ausbrechenden und zurückgehenden mechanisierten Korps Zeit zur Sammlung für einen neuen Gegenangriff verschaffen.

### 28. und 29. Juni
Am Morgen des 28. Juni erzwang die im Raum Dubno vom deutschen XXIX. Armeekorps freigemachte 11. Panzerdivision den Weitermarsch nach Osten und bedrohte Ostrog. Teile der sowjetischen Kampfgruppe M. F. Lukin organisierten aus dem Raum die Verteidigung des Horyn-Abschnittes. Nördlich davon musste das 19. mechanisierte Korps die Stadt Rowno dem III. Armeekorps überlassen. Im Norden musste sich die 87. und 124. Schützendivision gegenüber der deutschen 56. und 62. Infanterie-Division aus dem Raum Kowel hinter den Stochod zurückziehen. General Kirponos warf am Südabschnitt seine letzte Reserve, das im Raum Proskurow noch unvollständig versammelte 24. mechanisierte Korps (45. und 49. Panzerdivision) unter Generalmajor Tschistjakow und die 14. Kavalleriedivision (Generalmajor Krjutschonkin) des 5. Kavalleriekorps in den Kampf, um den deutschen Durchbruch auf Schepetowka aufzuhalten.
Am südlichen Flügel gegenüber dem sowjetischen 15. Mechanisierten Korps gingen nach der Einführung der deutschen 9. Panzerdivision (Generalleutnant Hubicki) die Kleinstädte Busk und Brody verloren, die von Teilen der sowjetischen 212. Motorisierten Division gehalten worden waren. In der Nacht von 29. auf 30. Juni befahl General Popel den Ausbruch. Dieser sollte zum Fluss Ikwa über die Brücke bei Stara-Nosowiza und dann weiter nach Südost auf Kremenez erfolgen. Die 16. Panzerdivision hatte den Befehl, die bei Dubno stehende Feindgruppe anzugreifen, dafür wurde die Kampfgruppe Sieckenius gebildet. Auf der rechten Flanke des 8. Mechanisierten Korps zogen sich die Einheiten der 140. und 146. Schützendivision (vom 36. Schützenkorps) und die 14. Kavalleriedivision aus dem Raum Werba–Kozyn zurück. Abends um 18 Uhr begann auf breiter Front der deutsche Gegenstoß nach Südosten, Werba wurde genommen. Popels Kolonne wurde von Artillerie der 16. Panzerdivision entdeckt und dezimiert. Nach mehreren misslungenen Ausbruchversuchen der 34. Panzerdivision, die sich westlich von Dubno (zwischen den Dörfern Klestschicha und Tarakanowo) zurückgekämpft hatte, entschied Oberst Wasilljew, in südwestlicher Richtung auf Miltscha–Budy auszubrechen, wobei er fiel. Erst einige Tage später konnten die dezimierten Reste des 8. Mechanisierten Korps den Anschluss zu der auf Schitomir zurückgegangen sowjetischen Front bei Belokorowitschi wiederherstellen.

## Folgen
Bis Ende Juni 1941 waren die sowjetischen Truppen wieder in die Defensive gedrängt und ihre Panzerverbände beinahe aufgerieben. Das 22. Mechanisierte Korps hatte 90 % seiner Panzer, das 8. und 15. Mechanisierte Korps 85–90 %, das 9. und 19. Mechanisierte Korps jeweils 70 %, und das 4. Mechanisierte Korps 60 % seiner Panzer verloren. Das 9., 19. und 22. Mechanisierte Korps verfügte durch schwere Verluste nur noch über 66, 35 bzw. 33 Panzer. Das Oberkommando der Wehrmacht führte der bedrängten 6. Armee während der Kämpfe zusätzlich sieben Divisionen – das LI. und XXXIV. Armeekorps – aus der Frontreserve als Verstärkung zu.
General Potapow, der Befehlshaber der 5. Armee, hielt die deutschen Truppen noch weiter durch Gegenstöße auf, um eigene Kräfte vor der drohenden Einkesselung zu retten und die Verteidigung Kiews vorzubereiten. Der deutsche Erfolg über die starken sowjetischen Panzerverbände ermöglichte die zügige Verfolgung in Richtung auf Schitomir und Korosten, wo neue sowjetische Gegenangriffe den Vormarsch neuerlich erschwerten. Die Schlacht um Kiew konnte erst Mitte August eingeleitet werden.